# Andrzej Klisiecki
Andrzej Jan Klisiecki (ur. 22 października 1895 w Krośnie, zm. 31 marca 1975 we Wrocławiu) – polski lekarz, profesor fizjologii.

## Życiorys
Syn Tomasza. Po ukończeniu w roku 1913 gimnazjum w Drohobyczu rozpoczął studia medyczne na Uniwersytecie Jagiellońskim, ale ukończył je na Wydziale Lekarskim Uniwersytetu Jana Kazimierza we Lwowie w roku 1921, otrzymując tytuł doktora wszech nauk lekarskich. Uczeń profesora Adolfa Becka. Podczas I wojny światowej służył w armii austriackiej, potem jako żołnierz Wojska Polskiego wziął udział w wojnie polsko-sowieckiej. W 1928 został docentem fizjologii, a od 1929 do 1939 był profesorem Akademii Medycyny Weterynaryjnej we Lwowie od roku 1937 jako profesor zwyczajny, Uniwersytetu Wrocławskiego (1945-1950), Akademii Medycznej we Wrocławiu (1950-1966). Był organizatorem i pierwszym kierownikiem Zakładu Fizjologii AM prace badawcze i publikacje realizowane w Zakładzie Fizjologii pod kierownictwem profesora Klisieckiego koncentrowały się głównie na zagadnieniach wpływu warunków klimatycznych na organizm człowieka. Był członkiem korespondentem Polskiej Akademii Umiejętności. Od 1950 do 1956 był pierwszym rektorem Wyższej Szkoły Wychowania Fizycznego we Wrocławiu (późniejszy AWF). Za pomocą skonstruowanego przez Napoleona Cybulskiego fotohemotachometru przeprowadził w latach 30. i 40. głośne badania nad zmianami ciśnienia tętniczego krwi w zależności od faz akcji skurczowej serca. W 1966 otrzymał tytuł doktora honoris causa Uniwersytetu Przyrodniczego we Wrocławiu. Został pochowany na Cmentarzu Grabiszyńskim we Wrocławiu.

## Publikacje
- Teoretyczne zbadanie kaniuli fotohemotachometru Cybulskiego w zastosowaniu do mierzenia szybkości cieczy (1925)
- Szybkość krążenia w tętniącym układzie krwionośnym oraz wpływ sprężystości jego ścian na ruch krwi (1928)
- Ruch krwi w łuku aorty (1935)
- Wpływ histaminy na ciśnienie w komorze lewej serca (1937)
- Teoretyczne zbadanie kaniuli fotohemotachometru Cybulskiego w zastosowaniu do mierzenia szybkości cieczy
- Zależność zdrowia od klimatu (1950)
- Fizjologia (1951)

## Odznaczenia
- Krzyż Oficerski Orderu Odrodzenia Polski[4]
- Krzyż Kawalerski Orderu Odrodzenia Polski (1954)[5]
- Medal 10-lecia Polski Ludowej (1955)[6]
- Odznaka Budowniczego Wrocławia.